# Furth im Wald
Furth im Wald (csehül Brod nad Lesy) település Németországban, azon belül Bajorországban. Lakosainak száma 8998 fő (2023. december 31.). Furth im Wald Česká Kubice és Všeruby községekkel határos.

## Népesség
A település népessége az elmúlt években az alábbi módon változott:
| Lakosok száma | 3963 | 9453 | 9905 | 9437 | 9001 | 8908 | 8960 | 9047 | 8921 | 8998 |
|               | 1875 | 1950 | 1975 | 1987 | 2012 | 2014 | 2016 | 2017 | 2021 | 2023 |